# Viktoria-Platz
De Viktoria-Platz was een voetbalstadion in het Berlijnse stadsdeel Mariendorf.

## Geschiedenis
Zoals wel meerdere clubs speelde Viktoria aanvankelijk op het Tempelhofer Feld. In het begin van de 20ste eeuw waren deze pleinen niet meer goed genoeg voor het voetbal dat gebracht werd waarop een aantal clubs op zoek ging naar een nieuw speelterrein.
Viktoria vond een terrein in Mariendorf, dat toen nog een zelfstandige gemeente was en pas in 1920 een stadsdeel van Berlijn werd. Het stadion, dat aan 10000 toeschouwers plaats bood, werd op 3 september 1905 ingewijd met een internationale wedstrijd tegen Magyar AC Budapest.
Door zijn grootte werd de Viktoria-Platz voor de Eerste Wereldoorlog vaak gebruikt voor belangrijke voetbalwedstrijden te spelen. Op 19 april bezocht de Pruisische kroonprins Wilhelm het stadion.
Vanaf de jaren twintig werd het stadion voornamelijk door Viktoria gebruikt omdat er in die tijd intussen grotere stadions ter beschikking stonden. Na de oorlog werd het plein door de Amerikaanse bezetter als baseballveld gebruikt en pas in 1951 kreeg Viktoria het terug. Het was een van de eerste stadions in Berlijn die een verlichting kreeg voor avondwedstrijden.
Viktoria speelde intussen in het Friedrich-Ebert-Stadion. In 1964 werd het stadion afgebroken.

## Belangrijke wedstrijd

### Interlands
Op 20 april 1908 speelde het nationale elftal de eerste officiële interland op Duitse bodem op de Viktoria-Platz. Voor 6000 toeschouwers verloren de Duitsers met 1:5 tegen het Engels amateur elftal. Op 21 maart 1913 speelden de Duitsers een nieuwe interland tegen Engeland, voor 15.000 toeschouwers, die met 0:3 verloren werd.

### Duitse kampioenenfinale
Op 6 mei 1906 won VfB Leipzig in de eindronde van 1905/06 met 3:2 tegen BFC Hertha 92. 
De laatste belangrijke wedstrijd was in de eindronde van 1921/22 toen de Berlijnse kampioen SV Norden-Nordwest in de kwartfinale met 1:0 won van FC Viktoria Forst.

### Kronprinzenpokal
In 1909, 1910, 1911 en 1918 werd de finale van de Kronprinzenpokal op de Viktoria-Platz gespeeld. De Kronprinzenpokal was een bekercompetitie waarbij een selectie van spelers van de beste clubs per regionale voetbalbond, tegen elkaar speelden.

### Internationale vriendschappelijke wedstrijden
Voor de Eerste Wereldoorlog was Viktoria met 3 landstitels een van de meest prominente clubs van Berlijn en nodigde geregeld internationale profclubs uit voor een vriendschappelijke wedstrijd.
Zo was Celtic Glasgow op 27 mei 1906 te gast en versloeg de club met 1:4. In 1911 speelde de club 3:3 gelijk tegen Middlesbrough FC en in 1912 2:2 tegen Arsenal FC. Op 4 mei 1913 won de club voor 4.000 toeschouwers zelfs met 2:1 tegen Bolton Wanderers. Op 25 mei 1913 verloor de club met 2:4 van Blackburn Rovers en in mei 1914 voor 9.000 toeschouwers met 1:2 van Burnley FC.
In augustus 1920 kwamen de Young Boys uit Bern met 4:1 winnen. Het was de eerste wedstrijd van een buitenlands team op Duitse bodem na de oorlog.